# 케빈 린치 (아일랜드 민족해방군)

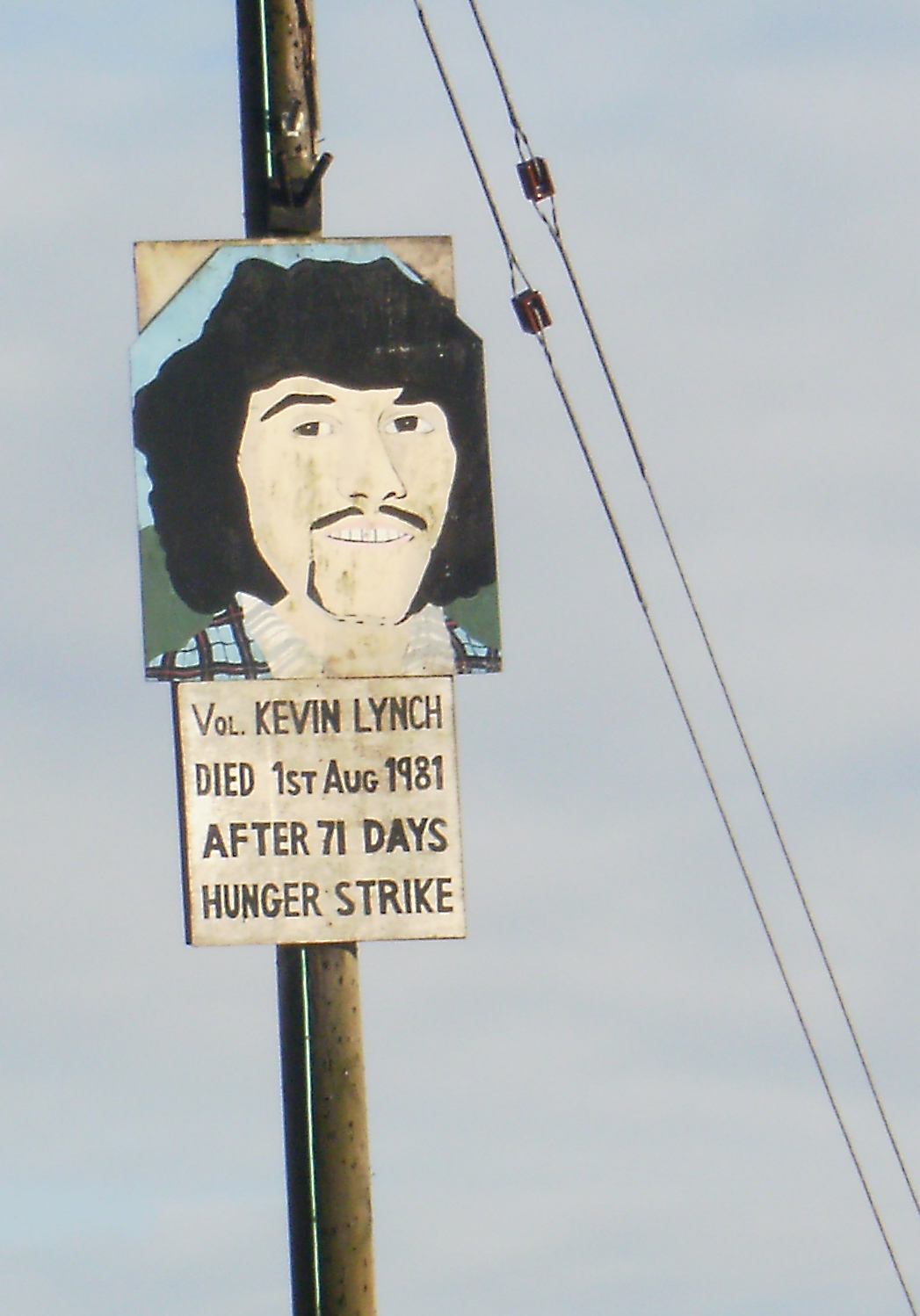

케빈 린치(Kevin Lynch, 1956년 5월 25일 ~ 1981년 8월 1일)는 아일랜드 민족해방군(INLA) 요원으로, 1981년 아일랜드 단식투쟁에 참여하여 아사했다. 런던데리 주 둔기븐의 지역 컬링팀은 그의 이름을 기려 케빈 린치 헐링 클럽으로 개명했다.